# Brede langsprietmot
De brede langsprietmot (Nematopogon metaxella) is een nachtvlinder uit de familie Adelidae, de langsprietmotten.
De spanwijdte varieert van 15 tot 17 millimeter.